# Стиратор
Стиратор — приспособление для натягивания рисовальной бумаги без её приклеивания к доске: бумага натягивается с помощью рамки.
Стиратор — это небольшой величины деревянная рисовальная доска-планшет, на переднюю поверхность которой накладывается лист, смачиваемой водою, бумаги (например, акварельной). Края бумаги загибают на четырёх ребрах доски, на которую потом надевают рамку, плотно прижимающую бумагу к её бокам. Бумага, высыхая, выравнивается, как выровнялась бы смоченная бумага, наклеенная краями на доску. Стиратор, благодаря снимающейся рамке, более практичен и легок в использовании, чем планшет с приклеенными краями бумаги. Но к стиратору предъявляются повышенные требования в точности изготовления: рамку нужно очень точно подогнать, и при этом его не должно коробить от влажности.
Стиратор другого устройства имеет вид двух рамок, соединённых петлями, раскрывающихся наподобие книги. На внутренней поверхности одной рамки сделан желобок, а на поверхности другой — соответственный желобку валик. Бумагу, на которой хотят рисовать, смачивают, накладывают на рамку с желобком и прижимают рамкой с валиком. Таким образом натянутая бумага при работе акварелью на одной из её сторон может быть с удобством смачиваема с другой стороны.
Таким образом, стиратор — аналог подрамника для холста, но для рисовальной бумаги и бумага из него легко вынимается.